# Kolonia (Bachórz)
Kolonia – część wsi Bachórz w Polsce położona w województwie podkarpackim, w powiecie rzeszowskim, w gminie Dynów.
W latach 1975–1998 Kolonia administracyjnie należała do województwa przemyskiego